# Костьол святого Миколая (срібна монета)
«Костьо́л свято́го Микола́я» — пам'ятна срібна монета номіналом 10 гривень, випущена Національним банком України, присвячена одній з найкрасивіших архітектурних пам'яток Києва — Миколаївському костьолу, побудованому у неоготичному стилі на початку ХХ століття київським архітектором В. Городецьким за проектом архітектора С. Воловського.
Монету введено в обіг 19 грудня 2016 року. Вона належить до серії «Пам'ятки архітектури України».

## Опис монети та характеристики
| Номінал грн. | Метал            | Маса, г | Діаметр, мм | Якість виготовлення | Гурт                           | Тираж, штук |
| ------------ | ---------------- | ------- | ----------- | ------------------- | ------------------------------ | ----------- |
| 10           | срібло 999 проби | 31,1    | 32          | пруф                | гладкий із заглибленим написом | 3 000       |

### Аверс
На аверсі монети розміщено: ліворуч — малий Державний Герб України та напис «УКРАЇНА» (вертикально); у центрі — інтер'єр костьолу святого Миколая, праворуч номінал — «10 ГРИВЕНЬ», унизу рік карбування — «2016». Монета має ввігнуту поверхню з одного боку.

### Реверс
На реверсі монети зображено будівлю костьолу та розміщено написи: «КОСТЬОЛ СВЯТОГО МИКОЛАЯ» (півколом угорі) «КИЇВ» (над будівлею).

## Автори

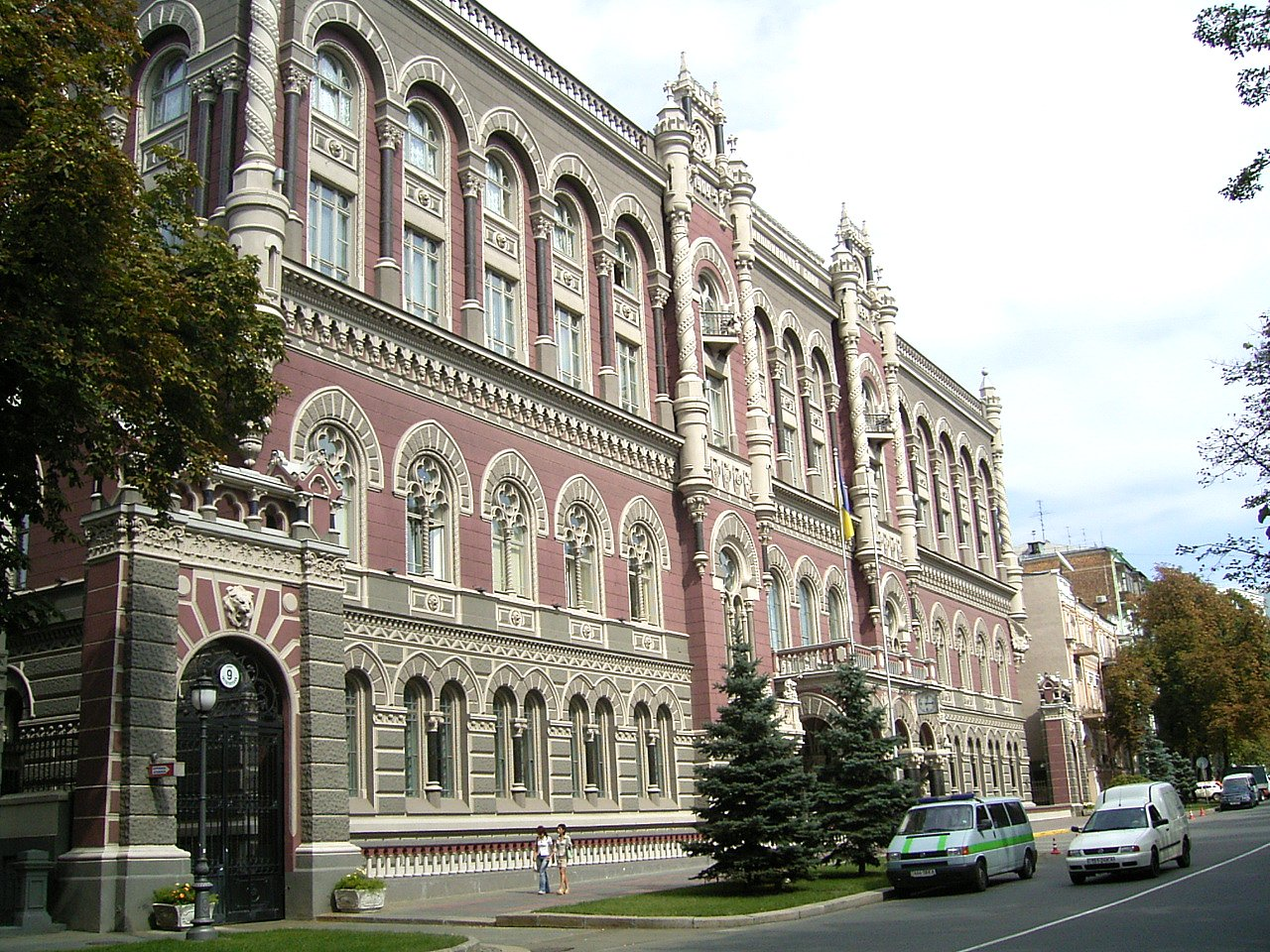
Будівля Національного банку України

- Художники: Таран Володимир, Харук Олександр, Харук Сергій
- Скульптор — Дем'яненко Володимир.

## Вартість монети
Під час введення монети в обіг 2016 року, Національний банк України реалізовував монету через свої філії за ціною 1082 гривні.
Фактична приблизна вартість монети з роками змінювалася так:
| Рік        | 2017  | 2018  | 2019  | 2020  | 2021  | 2022  | 2023  | 2024  | 2025  |
| ---------- | ----- | ----- | ----- | ----- | ----- | ----- | ----- | ----- | ----- |
| Ціна, грн. | 1 200 | 1 550 | 1 450 | 1 200 | 1 650 | 1 780 | 2 470 | 4 400 | 4 700 |